# Kärkölä
Kärkölä este o comună din Finlanda.